# Nova Pleașeva, Radîvîliv
Nova Pleașeva (în ucraineană Нова Пляшева) este o comună în raionul Radîvîliv, regiunea Rivne, Ucraina, formată numai din satul de reședință.

## Demografie
Componența lingvistică a comunei Nova Pleașeva
     Ucraineană (98,97%)
     Alte limbi (1,04%)
Conform recensământului din 2001, majoritatea populației comunei Nova Pleașeva era vorbitoare de ucraineană (98,97%), existând în minoritate și vorbitori de alte limbi.